# 許鑰
許鑰（1495年—？），字準卿，浙江杭州府錢塘縣人，民籍，明朝政治人物。

## 生平
嘉靖元年（1522年）壬午科浙江鄉試第四十六名舉人，二十年（1541年）中式辛丑科會試第一百十二名，三甲第九十七名進士。授進賢縣知縣，改松江府儒學教授，三十年（1551年）升贛州府推官，三十四年（1555年）改鄱陽縣知縣，升南京刑部郎中。

## 家族
曾祖許玉；祖父許彬，壽官；父許璋。母姚氏。慈侍下。兄許銓、許錡、許鐈，弟許鐔。